# Журба Роман
Журба Роман Романович (≈1707 - після 1768) — державний діяч Гетьманщини, очільник Волинської сотні, Чернігівського полку (1743-1761)

## Біографія
Почав свою кар'єру із Запорожської Січі, де отримав прізвисько Журба. Його походження та шлях до Січі через недостатню кількість джерел встановити складно. У 1733 році почав службу провідником у російській армії. 
Сотник вакансовий, сотник бобровицький Київського полку (1739 – 1740, нак.; 1740.8.01. – 1743), сотник волинський (1743 – 1761). У серпні 1744 р. підписав «прошеніе» сотників полку до імператриці.
У 1749 р. на нього скаржилися до ГВК старшина і козаки сотні за утиски, а ольшанський козак Марко Павловський – за борг. 
Раніше березня 1761 р. – «за слабостью и старостью от чина уволен». За його проханням призначили сотником сина Іван. В останній період свого життя проживав у селі Волинка разом з дружиною та дітьми.

## Нащадки
Разом з дружиною Пелагією Іванівною (пом. 1 січня 1802) мали 4 синів та 2 доньки:
- Іван Романович (пом.1774) — служив писарем у батька з 1760, пізніше замінив його на посаді волинського сотника, де працював до самої смерті (1761-1774). за Генеральним описом лівобережної України 1768 мав млин на річці Волинка, винокурню на два котла, землі на 150 днів роботи та 14 дворів підданих (11 у Волинці та 3 у Вільшанах). Був одружений з Марією Павлівною.
- Григорій Романович Журба — народився в 1746
- Василь Романович Журбицький (пізніше прізвище трансформується в Зубрицький) (1748 р.н.) - прем'єр-майор в армії, колежський асессор (1797). Дружина Марія Іванівна.  Дітей станом на 1787 рік не мали. Мали у кріпосних у Волинці.
- Михайло Романович Журбин (нар. 1756 —  пом. до 1830)  — засідатель Сосницького земського суду (1783), титулярний радник (1797), у Волинці за ним з братом капітаном Василем Зубрицьким 95 підданих (1783). Дружина Михайлова: Пелагія Костянтинівна (пом. після 1830).
- Олена Романівна (1753 — 1790-ті) — дружина Степана Дмитровича Демидовського - полкового підканцеляриста (1766), прапорщика (1783). Мали у підданстві 43 селян Волинки та Чорнотич. Діти: Анна Степанівна (1776р.н), Микола Степанович(1779 р.н.), Петро Степанович (1783 р.н.), Євдокія Степанівна (1785 р.н.). Микола Степанович Демидовський - "губернський регістратор" (1801), титулярний радник (1836), колезький асессор (1839) був одружений з Марією Петрівною Бережинською, дочкою Понорницького сотника (1772-1781), прем'єр-майора  (1787) Петра Бережинського, який мав у підданстві 178 осіб. Їхні сини: Михайло (1799р.н.) та Іван (1802р.н.) Миколайовичі.
- Марія Романівна (1751 р.н. - до 1810) - дружина військового товариша Якова Полоницького з сусіднього Домашлина. Діти: Марія (1777р.н.), Марина (1778), Іван (1781р.н.), Костянтин (1783), Пелагія (1789р.н.)
- Іван (1768 р.н.), N (?ов) (1765 р.н.) - можливо, теж його сини, але поки нема підтверджуючих джерел.

## Архівні дані
- Державний архів Чернігівської області: ф.679, оп.1, спр. 423
- ДАЧО: ф. 712, оп. 1, спр. 234
- ДАЧО: ф. 679, оп. 1, спр. 210